# Adolf Kaleta
Adolf Kaleta (10. října 1925, Albrechtice u Českého Těšína – 27. července 2018) byl český voják.
Účastnil se jako řidič tanku s Československou samostatnou brigádou bojů u města Dunkerque.
Byl činovníkem Československé obce legionářské a Českého svazu bojovníků za svobodu.